# Horia Tecău
Horia Tecău (født 19. januar 1985) er en rumænsk tennisspiller. Han repræsentere sit land under Sommer-OL 2012 i London, der blev han slået ud i første runde i double.

## Grand Slam-titler
- Australian Open:
  - Mixeddouble 2012 (sammen med Bethanie Mattek-Sands)
- Wimbledon:
  - Herredouble 2015 (sammen med Jean-Julien Rojer)

## Eksterne Henvisninger
- Horia Tecăus profil på Olympics.com (engelsk)
- Horia Tecăus profil på Sports-Reference OL-resultater (arkiveret) (engelsk)
- Horia Tecăus profil på Olympedia (engelsk)
- Horia Tecăus profil hos ATP World Tour (engelsk)
- Horia Tecăus profil hos ITF Tennis (engelsk)
- Horia Tecăus profil hos Davis Cup (engelsk)
- Horia Tecăus profil hos ITF Tennis (engelsk)